# Ruger Mini-14
Ruger Mini-14 – amerykański karabinek samopowtarzalny kalibru 5,56 mm.
Karabinek produkowany przez amerykańską firmę Ruger, przystosowany do naboju pośredniego 5,56 x 45 mm. Używany początkowo przez wojsko i policję, a na rynek cywilny został wprowadzony w 1973 roku. Do karabinka większość mechanizmów została zapożyczona z karabinu M1 i M14.
Jest bronią samopowtarzalną i działającą na zasadzie odprowadzania gazów prochowych (przez boczny otwór w lufie). Posiada drewnianą kolbę, a zasilany jest z pudełkowych magazynków o pojemności 5, 20 i 30 nabojów. W związku z zastosowaniem bardzo wytrzymałych stopów lekkich uzyskano lekką konstrukcję broni. Nową wersję karabinka ze stali nierdzewnej wprowadzono w 1978 roku. W 1981 roku zastosowano do broni podświetlane przyrządy celownicze, górną osłonę lufy oraz tłumik płomienia.